# Zimbabwe na Letnich Igrzyskach Olimpijskich 2024
Zimbabwe na Letnich Igrzyskach Olimpijskich 2024 – występ kadry sportowców reprezentujących Zimbabwe na igrzyskach olimpijskich, które odbyły się w Paryżu we Francji, w dniach 26 lipca – 11 sierpnia 2024.
Reprezentacja Zimbabwe liczyła siedmioro zawodników – dwie kobiety i pięciu mężczyzn, którzy wystąpili w 3 dyscyplinach.
Był to piętnasty start Zimbabwe na letnich igrzyskach olimpijskich.

## Reprezentanci

### Lekkoatletyka
| Zawodnik              | Konkurencja       | Runda 1 | Runda 1 | Runda 2 | Runda 2 | Półfinał | Półfinał | Finał   | Finał   | Źródło |
| Zawodnik              | Konkurencja       | Wynik   | Miejsce | Wynik   | Miejsce | Wynik    | Miejsce  | Wynik   | Miejsce | Źródło |
| --------------------- | ----------------- | ------- | ------- | ------- | ------- | -------- | -------- | ------- | ------- | ------ |
| Makanakaishe Charamba | bieg na 200 m (m) | 20.27   | 10. Q   | —       | —       | 20.31    | 8. q     | 20.53   | 8.      | [ 1 ]  |
| Tapiwanashe Makarawu  | bieg na 200 m (m) | 20.07   | 4. Q    | —       | —       | 20.16    | 7. q     | 20.10   | 6.      | [ 2 ]  |
| Isaac Mpofu           | maraton (m)       | —       | —       | —       | —       | —        | —        | 2:10:09 | 19.     | [ 3 ]  |
| Rutendo Nyahora       | maraton (k)       | —       | —       | —       | —       | —        | —        | DNF     | DNF     | [ 4 ]  |

### Pływanie
| Zawodnik                 | Konkurencja               | Eliminacje | Eliminacje | Półfinał | Półfinał | Finał | Finał | Źródło |
| Zawodnik                 | Konkurencja               | Czas       | Poz.       | Czas     | Poz.     | Czas  | Poz.  | Źródło |
| ------------------------ | ------------------------- | ---------- | ---------- | -------- | -------- | ----- | ----- | ------ |
| Denilson Cyprianos       | 200 m st. grzbietowym (m) | 2:01.91    | 28.        | NQ       | NQ       | NQ    | NQ    | [ 5 ]  |
| Paige van der Westhuizen | 100 m st. dowolnym (k)    | 58.19      | 25.        | NQ       | NQ       | NQ    | NQ    | [ 6 ]  |

### Wioślarstwo
| Zawodnik    | Konkurencja | Eliminacje | Eliminacje | Repasaż | Repasaż | Ćwierćfinały | Ćwierćfinały | Półfinały | Półfinały | Finał   | Finał | Miejsce | Źródło |
| Zawodnik    | Konkurencja | Czas       | M.         | Czas    | M.      | Czas         | M.           | Czas      | M.        | Czas    | M.    | Miejsce | Źródło |
| ----------- | ----------- | ---------- | ---------- | ------- | ------- | ------------ | ------------ | --------- | --------- | ------- | ----- | ------- | ------ |
| Stephen Cox | jedynka (m) | 7:11.98    | 4. R       | 7:22.45 | 4 .SE/F | NQ           | NQ           | 7:36.59   | 2. FE     | 7:09.34 | 5.    | 29.     | [ 7 ]  |